# Айни (Нурабадский район)
Айни (Ходжа-Айни; тадж. Айнӣ) — село (тадж. деҳа) в Нурабадском районе Республики Таджикистан. Административно относится к сельской общине Мехробод.
Расстояние от села до центра района (пгт Дарбанд) — 23 км, до центра общины (село Мехробод) — 5 км.
Население — 492 человек (2017 г.), таджики.